# Microctenonyx cavifrons
Microctenonyx cavifrons är en spindelart som först beskrevs av Lodovico di Caporiacco 1935.  Microctenonyx cavifrons ingår i släktet Microctenonyx och familjen täckvävarspindlar. Inga underarter finns listade i Catalogue of Life.